# روبرت إي. بينكه
روبرت إي. بينكه (بالإنجليزية: Robert E. Behnke)‏ هو سياسي أمريكي، ولد في 7 أبريل 1932، وتوفي في 26 مارس 1999. حزبياً، نشط في الحزب الديمقراطي. وقد انتخب عضو جمعية ولاية ويسكونسن.